# Tobias Nergarden
Tobias Nergarden é um investidor imobiliário sueco, com diversos investimentos no mercado imobiliário dos Suecia.
Nergarden fundou o Real Estate Marketing Insider, uma revista online que disponibiliza análises de mercados, relatórios de tendências e informações para profissionais do setor imobiliário.